# Carlos Parera
Carlos Rafael Parera Silva (Huara, 31 de enero de 1937) es un militar chileno, que fue parte del Golpe de Estado de 1973 que derrocó al presidente chileno Salvador Allende.

## Carrera militar

### Formación
Estudió en la Escuela Militar del Libertador Bernardo O'Higgins, graduándose en 1958. Más tarde integró la Escuela de las Américas, graduándose en operaciones de Guerra irregular, en 1969, tal como José Octavio Zara Holger, Alfredo Canales Taricco, Christoph Willefe Flöel y otros militares posteriormente implicados en procesos a violaciones a los Derechos Humanos.

### Golpe de Estado de 1973
Participó de forma activa en el Golpe de Estado de 1973, que derrocó a Salvador Allende. El equipo de paracaidistas y Fuerzas Especiales fue clave en un operativo perpetrado durante septiembre y octubre de 1973 en Liquiñe, conocido como «La otra Caravana de la Muerte».
El 12 de septiembre de 1973 varios campesinos, liderados por miembros del MIR, entre los que descollaba José Liendo Vera, asaltaron el Retén policía de Neltume exigiendo la entrega de armas por parte de los efectivos policiales allá acantonados. Al negarse estos, se produjo un enfrentamiento a tiros entre ambas facciones, sin heridos, por ambas partes. Al ser informado de esto Pinochet, dispuso una operación antiguerrillera llamada «Operación Leopardo». Para ello, envió a 350 comandos y paracaidistas del Ejército, con apoyo aéreo de helicópteros Puma artillados basados en Valdivia. Los comandos operaron con listas proporcionadas por empresarios de la zona y marcaban a los campesinos de tendencia izquierdista. Al menos dos masacres fueron cometidas. Todos los antecedentes de esta operación fueron relatados en el juicio que sigue la justicia chilena por crímenes de lesa humanidad. Los excesos cometidos por la facción militar causaron alarma en la zona y generaron un proceso judicial que sigue en la actualidad. Otros oficiales que participaron en la «Operación Leopardo» fueron Cristián Labbé, Emilio Timmermann Undurraga, Arturo Bosch González, Manuel Pérez Santillán (agente DINA) y Sergio Candia Muñoz.

### Agente de la DINA y el desacato a Aylwin
Formó parte del Estado Mayor de la Dirección de Inteligencia Nacional (DINA) —la policía secreta de la dictadura militar— junto a Manuel Contreras. En 1976 se desempeñó como jefe del Departamento Exterior de la DINA.
En 1977, cuando se disolvió la DINA, el no continuó en la Central Nacional de Informaciones (CNI), y se reincorporó al Ejército. Fue destinado como comandante del Regimiento Dolores, y más tarde fue director de la Escuela de Paracaidistas y Fuerzas Especiales. En 1985 fue nombrado agregado militar en Francia. Posteriormente, Parera fue comandante en Jefe de la Segunda División y por tanto, juez militar de Santiago. Es en esta condición que ordenó el archivar los procesos que conocía por detenidos desaparecidos
El general Parera se hizo conocido en septiembre de 1990, cuando al iniciarse la primera Parada Militar desde el regreso de la democracia, en vez de solicitar el permiso de rigor para dar inicio a las festividades, simplemente se cuadró ante el nuevo presidente Patricio Aylwin y procedió a dar curso al desfile. Aylwin vetó su ascenso a General de División  y lo envió como agregado militar a Sudáfrica. Fue pasado a retiro al año siguiente.

## Problemas legales

### Violación a los Derechos Humanos
Ha sido acusado de participar y dirigir varios episodios de violaciones a los derechos humanos. Ha sido acusado de comandar el Regimiento Peldehue, de los boinas negras, sindicado como un centro de detención, tortura, asesinato y desaparición forzada de personas (tanto civiles como militares)
Se investiga la desaparición de: Enrique Toledo Garay, Javier Enrique Sobarzo Sepúlveda, Mario Ramiro Melo Pradenas y Luis Alberto Barraza Ruhl. Además de las ejecuciones de Julio Antonio Martínez Lara, Alberto Ampuero, Ángel y David González Venegas; todos paracaidistas hasta 1970, año en que fueron dados de baja por sus simpatías con el partido Socialista y el Movimiento de Izquierda Revolucionaria (MIR). En este caso fue detenido.
En su rol de Juez Militar de Santiago, horas después del triunfo electoral opositor en el plebiscito del 5 de octubre de 1988, aplicó el decreto ley de amnistía a más de 70 causas de detenidos desaparecidos, cerrando las investigaciones respectivas, incluido en aquel que el mismo figuraba como acusado.

### Caso Calama
Mientras era Comandante del Regimiento Dolores en 1981 se produjo el asalto a la sucursal bancaria de Calama, la que fue atribuida en un primer momento a extremistas de izquierda. A poco andar fueron culpados agentes de la CNI y a su amigo, jefe CNI en la zona, el Mayor Juan Delmás. Cuando este desapareció, las instancias investigativas apuntaron a Parera como la persona que más probable lo ocultó. A los 3 días Delmás apareció muerto en medio del desierto, siendo caratulado como suicidio. Hasta la fecha se investiga la participación de Parera.

### Acusado de violación
En junio de 2006 fue denunciado por su empleada doméstica de origen peruano de abusar sexualmente de ella y de su pequeña hija.
En julio de 2008, el tribunal oral de La Serena absolvió a Parera de los cargos, sobre la base de que la mujer padece un trastorno psicótico y que Parera no se encontraba en el lugar, fecha y hora dichos por ella. El exuniformado aseguró que al momento de los hechos no se encontraba en La Serena, pero supuestamente su coartada habría sido descartada por el Ministerio Público tras indagar su flujo de llamadas telefónicas.